# La crítica de Schopenhauer a los esquemas de Kant
La crítica de Schopenhauer a los esquemas de Kant es parte de "Crítica de la filosofía kantiana" (Kritik der Kantischen Philosophie) que se publicó en 1819. En el apéndice del primer volumen de su obra principal, El mundo como voluntad y representación, Arthur Schopenhauer intentó asignar la causa psicológica de las doctrinas de Kant de las categorías y sus esquemas. El análisis de Schopenhauer sostiene que Kant usó mal el argumento por analogía para conectar el razonamiento abstracto con la percepción empírica; Schopenhauer sostiene que esta comparación carece de fundamento y que, por tanto, sus conclusiones son inválidas.

## De las intuiciones puras a los conceptos puros
Schopenhauer afirmó que Kant había hecho un descubrimiento importante. Esta fue su comprensión de que el tiempo y el espacio son conocidos por la mente humana (Gemüt) al margen de cualquier experiencia mundana. De hecho, son simplemente las formas en que la mente organiza las sensaciones. La sucesión es tiempo. Posición, forma y tamaño son espacio. Las formas puras de tiempo y espacio son la base de las percepciones que constituyen la experiencia de los objetos en el mundo externo.
Según la hipótesis psicológica de Schopenhauer, Kant «apuntó a encontrar para cada función empírica de la facultad de conocimiento una función a priori análoga.» El  razonamiento tácito de Kant era similar a lo siguiente: «Si la intuición pura es la base de la intuición empírica, entonces los conceptos puros son la base de los conceptos empíricos». A partir de esta analogía simétrica, Kant afirmó que la mente humana tiene una comprensión pura, tal como había afirmado anteriormente que la mente tiene una sensibilidad pura. Esta comprensión pura, según Kant, consiste en conceptos o categorías puros que permiten a la mente pensar discursivamente sobre los objetos que se perciben intuitivamente como ordenados en el tiempo y el espacio.

## Usar intuiciones para fundamentar conceptos
Kant escribió que «para demostrar la realidad de nuestros conceptos, se requieren intuiciones». Dado que los conceptos empíricos se derivan de percepciones, se pueden utilizar ejemplos de las percepciones intuitivas para verificar el concepto. Kant afirmó que los conceptos puros, o categorías del entendimiento, también pueden verificarse inspeccionando sus intuiciones o esquemas. «Si los conceptos son empíricos, las intuiciones se llaman ejemplos: si son conceptos puros del entendimiento, las intuiciones se llaman esquemas». Schopenhauer describió el uso de ejemplos de la siguiente manera:

Así, puesto que pretendía encontrar para cada función empírica de la facultad de conocimiento una función análoga a priori, señaló que, entre nuestra percepción empírica y nuestro pensamiento empírico, se lleva a cabo en abstracto no perceptible conceptos, con mucha frecuencia, aunque no siempre, se produce una conexión, ya que de vez en cuando intentamos volver del pensamiento abstracto a la percepción. Intentamos esto, sin embargo, simplemente para convencernos a nosotros mismos de que nuestro pensamiento abstracto no se ha alejado mucho del terreno seguro de la percepción, y posiblemente se ha vuelto algo alto y ndash; volado o incluso una simple exhibición ociosa de palabras, de la misma manera que cuando Caminando en la oscuridad, de vez en cuando estiramos la mano hacia la pared que nos guía. Entonces volvemos a la percepción sólo de manera tentativa y por un momento, invocando en la imaginación una percepción correspondiente al concepto que nos ocupa en ese momento, una percepción que, sin embargo, nunca puede ser del todo adecuada al concepto, sino que es un mero representante de por el momento.
Arthur Schopenhauer

## Conceptos puros y la forma puramente intuitiva del tiempo
Kant prefirió crear arreglos en tablas o listas simétricas y análogas. Para Kant, los análogos simétricos de los ejemplos empíricos son los esquemas «a priori». Pero, en el caso de los conceptos puros y sus esquemas, ¿cómo podría hacerse una referencia a las percepciones intuitivas? Schopenhauer declara que los conceptos a priori no han surgido de la percepción, sino que vienen a ella desde dentro, primero para recibir un contenido de ella. Por lo tanto, no tienen nada sobre lo que puedan mirar atrás [para verificación] . La única intuición a la que pueden hacer referencia a los conceptos  a priori  es la pura intuición forma del tiempo, según Kant. El tiempo, la capacidad de la mente para conocer la sucesión, es el único contenido de un concepto puro, a priori del entendimiento, o categoría. Nada más que determinaciones de tiempo "a priori" según reglas ".

## Uso de Kant de la analogía simétrica
La crítica de Schopenhauer a los esquemas de Kant se hizo, según él, para ayudar a resolver el misterio de la forma de filosofar de Kant. Trató de mostrar que después del feliz descubrimiento de las dos formas de intuición o percepción a priori (espacio y tiempo), Kant intenta, bajo la guía de la analogía, demostrar para cada determinación de nuestro conocimiento empírico un análogo «a priori», y esto finalmente se extiende en los esquemas incluso a un mero hecho psicológico. Aquí la aparente profundidad del pensamiento y la dificultad de la discusión sólo sirven para ocultar al lector el hecho de que su contenido sigue siendo una suposición no demostrable y meramente arbitraria. " 

aquí, más que en ningún otro lugar, la naturaleza intencional del método de procedimiento de Kant y la resolución, a la que se llegó de antemano, para encontrar lo que correspondería a la analogía y lo que podría ayudar a la arquitectura simetría, claramente salen a la luz. Al asumir esquemas de los conceptos puros (vacíos de contenido) a priori del entendimiento (categorías) análogos a los esquemas empíricos (o representantes de nuestros conceptos reales a través de la imaginación), pasa por alto el hecho de que el propósito de tales esquemas aquí es completamente deficiente. El propósito de los esquemas en el caso del pensamiento empírico (real) está relacionado únicamente con el "contenido material" de tales conceptos. Dado que estos conceptos provienen de la percepción empírica, nos ayudamos y vemos dónde estamos, en el caso del pensamiento abstracto, lanzando de vez en cuando una mirada fugaz y retrospectiva a la percepción de la que se toman los conceptos, para asegurarnos de que nuestro pensamiento todavía tiene contenido real. Esto, sin embargo, presupone necesariamente que los conceptos que nos ocupan surgen de la percepción. Con los conceptos a priori, que no tienen ningún contenido, obviamente esto se omite por necesidad porque no han surgido de la percepción, sino que vienen a ella desde adentro, para recibir primero contenido de ella. El mundo como voluntad y representación], Volumen I, Apéndice, pág. 450

Los conceptos empíricos se basan en última instancia en percepciones empíricas. Kant, sin embargo, trató de afirmar que, de manera análoga, los conceptos puros (Categorías) también tienen una base. Se supone que esta base pura es una especie de percepción pura, a la que llamó esquema. Pero tal analogía empirista contradice su anterior afirmación racionalista de que los conceptos puros (Categorías) simplemente existen en la mente humana sin haber sido derivados de percepciones. Por tanto, no se basan en percepciones puras y esquemáticas.